# Acroporium ruficaule
Acroporium ruficaule là một loài rêu trong họ Sematophyllaceae. Loài này được (Thwaites & Mitt.) Dixon mô tả khoa học đầu tiên năm 1924.